# Начальник государства
Начальник государства (пол. Naczelnik Państwa; naˈt͡ʂɛlɲik ˈpaɲstfa) — официальный титул главы государства Польши в первые годы существования Польской Республики (1918—1922). До 1919 года носила название Временный начальник государства (пол. Tymczasowy naczelnik państwa). Всё время существования этой должности её занимал только Юзеф Пилсудский.  После 1922 года главой польского государства стал Президент Польши.
Должность Начальника государства была создана декретом Совета Регентства Королевства Польского, который передал все свои полномочия Начальнику государства Пилсудскому и 11 ноября 1918 года Регентский совет самоликвидировался.
Начальник государства был главой исполнительной власти и главнокомандующим Вооружёнными силами, имел значительные прерогативы в области международных отношений, назначал  премьер-министра и министров, которые были ему подотчётны. При этом все решения Начальника государства должны были быть контрассигнированы одним из министров.
20 февраля, 1919 года, после избрания первого Сейма, Пилсудский сложил свои полномочия. Однако, Сейм утвердил его в качестве постоянного Начальника государства. В соответствии с Малой конституцией 1919 года, Начальник государства остался главнокомандующим Вооружёнными силами, назначал правительство (по согласованию с Сеймом) и осуществлял высшую исполнительную власть. Он был членом Совета национальной обороны, созданного во время Советско-польской войны.
После того, как 14 декабря 1922 года Президентом Польши был избран Габриэль Нарутович, Пилсудский окончательно сложил свои полномочия. Должность Начальника государства была упразднена.